# Martin-chasseur de Hombron
Actenoides hombroni
Espèce
Statut de conservation UICN

 VU A2c+3c+4c;C2a(i) : Vulnérable
Le Martin-chasseur de Hombron (Actenoides hombroni) est une espèce d'oiseaux de la famille Alcedinidae, endémique à l'île de Mindanao, aux Philippines.
Charles-Lucien Bonaparte a nommé cette espèce, en hommage à Jacques Bernard Hombron.